# Agentul nr. 1
Agent No. 1 (în poloneză Agent nr 1) este un film de război dramatic polonez din 1972, regizat de Zbigniew Kuźmiński⁠(d), după un scenariu inspirat din romanul omonim din 1959 al lui Stanisław Strumph-Wojtkiewicz⁠(d).

## Rezumat
Filmul relatează povestea adevărată a activităților desfășurate în Grecia, în timpul celui de-al Doilea Război Mondial, de agentul de informații britanic Jerzy Szajnowicz-Iwanow⁠(d) (1911–1943), originar din Polonia.

## Distribuție
- Karol Strasburger⁠(d) — Jerzy Szajnowicz-Iwanow⁠(d)
- Adriana Andreeva⁠(d) — soția lui Kondopoulos (menționată Adrianna Andrejewa)
- Barbara Bargiełowska⁠(d) – Marianna Jantos, soția lui Fortis
- Aleksander Iwaniec⁠(d) – Stratos
- Kiril Ianev⁠(d) — Maliopulos (menționat Kirił Janew)
- Stoicio Mazgalov⁠(d) — Kondopulos (menționat Stojczo Mazgałow)
- Nikola Naczkow — Apostolidas, gazda lui Iwanow
- Helena Norowicz⁠(d) — curiera care transportă bani pentru Iwanow
- Józef Para⁠(d) — doctorul Fortis
- Bogomil Simeonov⁠(d) — Dimitros Fortis, soțul Mariannei (menționat Bogumił Simeonow)
- Monika Sołubianka⁠(d) — Gabriela Coronis
- Zdzisław Tobiasz⁠(d) — comandorul Valdi, comandantul lui Iwanow
- Tadeusz Białoszczyński⁠(d) — mitropolitul Damaschin⁠(d) al Atenei
- Jerzy Bielenia⁠(d) — Savopulos
- Witold Dębicki⁠(d) — radiotelegrafist în statul major al Armatei Britanice
- Piotr Fronczewski⁠(d) — prizonierul Beliński
- Krzysztof Fus⁠(d)
- Wiktor Grotowicz — maior în Brigada Carpatică
- Tadeusz Kosudarski⁠(d) — ofițerul SS poreclit „Byk” („Taurul”)
- Kosta Karagheorghiev⁠(d) — Bandos, colegul de școală al lui Iwanow (menționat Kosta Karageorgijew)
- Józef Maliszewski⁠(d) — preotul Daleze
- Antonina Mermerowa — Eli, verișoara Mariannei
- Stanisław Michalik⁠(d) — ofițerul SS care supraveghează execuția lui Iwanow
- Jerzy Moes⁠(d) — radiotelegrafist în statul major al Armatei Britanice
- Zofia Petri⁠(d) — Margerita Christophilu
- Asparuh Sariev⁠(d) — sergentul de carabinieri (menționat Asparuk Sariew)
- Georgi Paplomatis — student
- Stanisław Tylczyński — tatăl lui Natazas
- Leonard Andrzejewski⁠(d) — ofițer în statul major al Armatei Britanice (nemenționat)[4]
- Arkadiusz Bazak (nemenționat)
- Janusz Bylczyński⁠(d) (nemenționat)
- Kazimierz Dejunowicz⁠(d)[5] (nemenționat)
- Marian Drozdowski⁠(d) (nemenționat)
- Teodor Gendera⁠(d) — ofițer în statul major al Armatei Britanice (nemenționat)
- Andrzej Grąziewicz⁠(d) (nemenționat)
- Sławomir Lindner⁠(d) (nemenționat)
- Juliusz Lubicz-Lisowski⁠(d) — polonez din tabăra Brigăzii Carpatice (nemenționat)
- Henryk Łapiński (nemenționat)
- Sylwester Przedwojewski⁠(d) — ofițer în statul major al Armatei Britanice (nemenționat)
- Jerzy Smyk⁠(d) — prizonier (nemenționat)
- Tadeusz Somogi⁠(d) — polonez din tabăra Brigăzii Carpatice (nemenționat)
- Zdzisław Szymański — gardian de la închisoare (nemenționat)

### Dublaj de voce
- Janusz Bylczyński⁠(d) — Dimitros Fortis, soțul Mariannei (nemenționat)
- Stefan Friedmann⁠(d) — Bandos, colegul de școală al lui Iwanow (nemenționat)
- Piotr Fronczewski⁠(d) — „Charlie”, un agent britanic de la mănăstire (nemenționat)
- Jerzy Tkaczyk — sergent de carabinieri / gardian de la închisoare
- Tomasz Zaliwski — marinar (nemenționat)

## Producție
Filmul a fost realizat de compania poloneză Zespół Filmowy Nike. Filmările au avut loc în anul 1971 și s-au desfășurat în următoarele locuri: Atena, Varna, Balcic, Cavarna, Varșovia, Mrzeżyno⁠(d), Góra Kalwaria și Łeba. Scenele cu Leonard Andrzejewski⁠(d) au fost probabil eliminate din versiunea finală a filmului. La comanda cinematecii Filmoteka Narodowa, compania Magyar Filmlaboratorium KFT a efectuat digitizarea, remasterizarea și corectarea culorii imaginii, precum și digitizarea și remasterizarea sunetului.
Premiera filmului a avut loc într-o dublă proiecție cu reportajul Bachleda despre schiorul Andrzej Bachleda-Curuś II⁠(d), realizat de Wytwórnia Filmów Oświatowych⁠(d) (WFO) în 1971.

## Premii
Filmul a fost distins cu Premiul publicului în cadrul Lubuskie Lato Filmowe⁠(d) de la Łagów⁠(d) (1972).